# بیماری هارت‌ناپ
بیماری هارت‌ناپ (به انگلیسی: Hartnup Disease) که با نام درماتوز شبه‌پلاگر و همچنین ناهنجاری هارت‌ناپ نیز شناخته می‌شود، از ناهنجاری‌های متابولیسم اسیدهای آمینه است.

## علائم بالینی
اغلب بدون علامت است.
- زمان تولد و دورهٔ نوزادی: طبیعی.

دوران شیرخوارگی یا کودکی: علائم شامل اختلال رشد، ضایعات پوستی قرمز رنگ و پوسته‌دار مشابه بیماری پلاگر در نواحی باز و حساس به نور بدن و گاهی ضایعات پوستی وزیکولی و تاولی یا قرمز رنگ همراه با نواحی بدون رنگدانه در مناطق مبتلا است. التهاب زبان، عدم تعادل مخچه‌ای که ممکن است حمله‌ای بوده و بیمار در طول حملات بی‌ثبات است، آهسته بودن تکامل، ترمور، نیستاگموس، دوبینی، سردرد پایدار، علائم روانی شامل بی‌ثباتی خفیف احساسی تا دلیریوم شدید، هذیان، توهم و از دست دادن شخصیت هم در بیماران روی می‌دهد.

## نقص بیوشیمی
نقص در بازجذب روده‌ای و بازجذب کلیوی تریپتوفان و سایر اسیدهای آمینه واجد حلقه یا اسیدهای آمینه خنثی و در نتیجه کمبود تریپتوفان که منجر به کمبود اسید نیکوتینیک و سروتونین می‌شود.

## توارث ژنتیکی
اتوزوم مغلوب.

## میزان بروز
۲٫۵ مورد تا ۵٫۵ مورد در هر ۱۰۰ هزار تولد زنده.

## روش تشخیص
- اسیدهای آمینهٔ پلاسما: لوسین، ایزولوسین، والین، ترئونین، فنیل‌آلانین، تریپتوفان و تیروزین طبیعی یا پائین.
- اسیدهای آمینهٔ ادرار: افزایش لوسین، ایزولوسین، والین، ترئونین، فنیل‌آلانین، تریپتوفان و تیروزین.

## تشخیص افتراقی
سندرم فانکونی.

## درمان
مصرف مقدار زیاد پروتئین (۴ گرم به ازای هر کیلوگرم وزن بیمار) و ۴۰ تا ۳۰۰ میلی‌گرم اسید نیکوتینیک یا نیکوتینامید روزانه که دومی با برافروختگی
کمتری همراه است. تجویز استرهای محلول در چربی اسیدهای آمینه (اتیل استر
تریپتوفان) به میزان ۲۰ میلی‌گرم به ازای هر کیلوگرم وزن بیمار باعث افزایش تریپتوفان خون و مایع مغزی-نخاعی و بهبود وزن‌گیری بیمار می‌گردد. محافظت
در مقابل نور خورشید با استفاده از کرم‌های ضدآفتاب لازم است.

## آزمون تشخیص قبل از تولد
ندارد.